# Ludwig Issleib
Ludwig Issleib, avstrijski novinar, urednik in prevajalec, * 28. februar 1827, Wolfsberg, Nemčija, † 26. december 1882, Dunaj.

## Življenje in delo
Issleib je sprva študiral farmacijo, nato pa je na univerzi v Jeni poslušal filozofijo in zgodovino. Leta 1856 je postal urednik, ljubljanskega Laibacher Zeitung, v njem redno pisal podlistek Laibacher Plaudereien, pozneje je bil urednik tudi Blätter aus Krain in 1859 tam opisal Bled in Bohinj; Bogenšperk in Dobrovo. Sredi 1865 je odšel v Celovec, kjer je urejeval Klagenfurter Zeitung in od 1866 tudi Carinthio, v kateri je objavljal samo leposlovno prozo. V člankih je nastopal kot oster nasprotnik Slovencev in njihovih teženj, pri čemer pa v Ljubljani baje ni dobil dovolj opore. Od 1869 je bil v uredništvih raznih dunajskih listov, nazadnje pri Wiener Zeitung. Izdal je epa Hermanfried (Jena 1854) in Gedichte (Lj. 1858), v katerih se kaže za Heinejevega posnemovalca in spretnega prevajalca iz albanščine, angleščine, bolgarščine, madžarščine in romunščine.